# Promozione Campania-Molise 1988-1989
Nella stagione 1988-1989 la Promozione era sesto livello del calcio italiano (il massimo livello regionale). Qui vi sono le statistiche relative al campionato in Campania e in Molise.
Il campionato è strutturato in vari gironi all'italiana su base regionale, gestiti dai Comitati Regionali di competenza. Promozioni alla categoria superiore e retrocessioni in quella inferiore non erano sempre omogenee; erano quantificate all'inizio del campionato dal Comitato Regionale secondo le direttive stabilite dalla Lega Nazionale Dilettanti, ma flessibili, in relazione al numero delle società retrocesse dal Campionato Interregionale e perciò, a seconda delle varie situazioni regionali, la fine del campionato poteva avere degli spareggi sia di promozione che di retrocessione.

## Girone A

### Squadre partecipanti
| Club                       | Città (provincia)             | Stadio | Stagione precedente |
| -------------------------- | ----------------------------- | ------ | ------------------- |
| U.S. Arzanese              | Arzano (NA)                   |        |                     |
| U.S. Aurora Ururi          | Ururi (CB)                    |        |                     |
| U.S. Boys Caivanese        | Caivano (NA)                  |        |                     |
| A.S. Casale Bonito         | Casal di Principe (CE)        |        |                     |
| A.S. Cellole               | Cellole (CE)                  |        |                     |
| A.S. Frattese              | Frattamaggiore (NA)           |        |                     |
| A.S. Giorgio Ferrini       | Benevento                     |        |                     |
| U.S. Gladiator             | Santa Maria Capua Vetere (CE) |        |                     |
| A.C. Junior Castelvolturno | Castel Volturno (CE)          |        |                     |
| Pol. Mondragonese          | Mondragone (CE)               |        |                     |
| A.C. Montesarchio          | Montesarchio (BN)             |        |                     |
| Olympia Agnonese           | Agnone (IS)                   |        |                     |
| G.S. Piedimonte            | Piedimonte Matese (CE)        |        |                     |
| U.S. San Clemente          | Casamarciano (NA)             |        |                     |
| U.S. Silvana Grumese       | Cardito (NA)                  |        |                     |
| U.S. Venafro               | Venafro (IS)                  |        |                     |
| A.C. Virtus Sessa          | Sessa Aurunca (CE)            |        |                     |

### Classifica finale
|  | Pos. | Squadra               | Pt | G  | V  | N  | P  | GF | GS | DR  |
|  | ---- | --------------------- | -- | -- | -- | -- | -- | -- | -- | --- |
|  | 1.   | Gladiator             | 44 | 32 | 16 | 12 | 4  | 45 | 22 | +23 |
|  | 2.   | Casale Bonito         | 43 | 32 | 16 | 11 | 5  | 61 | 29 | +32 |
|  | 3.   | Frattese              | 40 | 32 | 14 | 12 | 6  | 46 | 21 | +25 |
|  | 4.   | Arzanese              | 40 | 32 | 12 | 16 | 4  | 41 | 21 | +20 |
|  | 5.   | Silvana Grumese       | 39 | 32 | 13 | 13 | 6  | 43 | 28 | +15 |
|  | 6.   | Piedimonte            | 37 | 32 | 13 | 11 | 8  | 33 | 21 | +12 |
|  | 7.   | San Clemente          | 34 | 32 | 10 | 14 | 8  | 41 | 31 | +10 |
|  | 8.   | Junior Castelvolturno | 33 | 32 | 11 | 11 | 10 | 24 | 22 | +2  |
|  | 9.   | Boys Caivanese        | 31 | 32 | 9  | 13 | 10 | 35 | 31 | +4  |
|  | 10.  | Virtus Sessa          | 31 | 32 | 11 | 9  | 12 | 36 | 46 | -10 |
|  | 11.  | Montesarchio          | 29 | 32 | 7  | 15 | 10 | 28 | 31 | -3  |
|  | 12.  | Mondragonese          | 29 | 32 | 9  | 11 | 12 | 32 | 38 | -6  |
|  | 13.  | Aurora Ururi          | 29 | 32 | 8  | 13 | 11 | 29 | 35 | -6  |
|  | 14.  | Giorgio Ferrini       | 27 | 32 | 10 | 7  | 15 | 31 | 46 | -15 |
|  | 15.  | Olympia Agnonese      | 26 | 32 | 9  | 8  | 15 | 28 | 37 | -9  |
|  | 16.  | Venafro               | 23 | 32 | 4  | 15 | 13 | 17 | 42 | -25 |
|  | 17.  | Cellole (-1)          | 6  | 32 | 1  | 5  | 26 | 6  | 79 | -73 |

## Girone B

### Squadre partecipanti
| Club                      | Città (provincia)           | Stadio | Stagione precedente |
| ------------------------- | --------------------------- | ------ | ------------------- |
| Città di Afragola         | Afragola (NA)               |        |                     |
| Pol. Agerola              | Agerola (NA)                |        |                     |
| A.S. Barano               | Barano d'Ischia (NA)        |        |                     |
| U.S. Boscotrecase         | Boscotrecase (NA)           |        |                     |
| A.C. Casoria              | Casoria (NA)                |        |                     |
| A.C. Ercolanese           | Ercolano (NA)               |        |                     |
| G.S. Fiamma Sangiovannese | Napoli                      |        |                     |
| U.S. Pompei               | Pompei (NA)                 |        |                     |
| Rinascita Bagnolese       | Napoli                      |        |                     |
| Pol. Rinascita Quindicese | Quindici (AV)               |        |                     |
| A.C. San Pietro           | Napoli                      |        |                     |
| Pol. Sangiorgese          | San Giorgio a Cremano (NA)  |        |                     |
| S.C. Sangiuseppese        | San Giuseppe Vesuviano (NA) |        |                     |
| Pol. Sanità               | Napoli                      |        |                     |
| A.S.C. Saviano            | Saviano (NA)                |        |                     |
| A.C. Terzigno             | Terzigno (NA)               |        |                     |
| Pol. Viribus Unitis       | Somma Vesuviana (NA)        |        |                     |

### Classifica finale
|  | Pos. | Squadra              | Pt | G  | V  | N  | P  | GF | GS | DR  |
|  | ---- | -------------------- | -- | -- | -- | -- | -- | -- | -- | --- |
|  | 1.   | Sangiuseppese        | 51 | 32 | 22 | 7  | 3  | 62 | 14 | +48 |
|  | 2.   | Terzigno             | 46 | 32 | 17 | 12 | 3  | 51 | 22 | +29 |
|  | 3.   | Ercolanese           | 46 | 32 | 16 | 14 | 2  | 54 | 28 | +26 |
|  | 4.   | Casoria              | 37 | 32 | 14 | 9  | 9  | 43 | 27 | +16 |
|  | 5.   | Sanità               | 36 | 32 | 14 | 8  | 10 | 59 | 44 | +15 |
|  | 6.   | Boscotrecase         | 35 | 32 | 12 | 11 | 9  | 38 | 32 | +6  |
|  | 7.   | Agerola              | 34 | 32 | 12 | 10 | 10 | 43 | 38 | +5  |
|  | 8.   | Rinascita Quindicese | 33 | 32 | 10 | 13 | 9  | 30 | 35 | -5  |
|  | 9.   | Barano               | 32 | 32 | 9  | 14 | 9  | 23 | 24 | -1  |
|  | 10.  | Sangiorgese          | 31 | 32 | 11 | 9  | 12 | 37 | 37 | 0   |
|  | 11.  | San Pietro           | 29 | 32 | 11 | 7  | 14 | 47 | 43 | +4  |
|  | 12.  | Saviano              | 28 | 32 | 10 | 8  | 14 | 37 | 49 | -12 |
|  | 13.  | Viribus Unitis       | 28 | 32 | 8  | 12 | 12 | 30 | 44 | -14 |
|  | 14.  | Pompei               | 28 | 32 | 10 | 8  | 14 | 32 | 41 | -9  |
|  | 15.  | Rinascita Bagnolese  | 25 | 32 | 8  | 9  | 15 | 36 | 45 | -9  |
|  | 16.  | Città di Afragola    | 13 | 32 | 3  | 7  | 22 | 21 | 69 | -48 |
|  | 17.  | Fiamma Sangiovannese | 12 | 32 | 3  | 6  | 23 | 14 | 65 | -51 |

## Girone C

### Squadre partecipanti
| Club                        | Città (provincia)          | Stadio | Stagione precedente |
| --------------------------- | -------------------------- | ------ | ------------------- |
| Sant'Egidio                 | Corbara (SA)               |        |                     |
| U.S. Agropoli               | Agropoli (SA)              |        |                     |
| U.S. Ariano Irpino          | Ariano Irpino (AV)         |        |                     |
| A.C. Atripalda              | Atripalda (AV)             |        |                     |
| Pol. Calitri                | Calitri (AV)               |        |                     |
| U.S. Felice Scandone        | Montella (AV)              |        |                     |
| A.C. Fisciano               | Fisciano (SA)              |        |                     |
| Pol. Gelbison Cilento       | Vallo della Lucania (SA)   |        |                     |
| A.C. Maiori                 | Maiori (SA)                |        |                     |
| U.S. Nocerina               | Nocera Inferiore (SA)      |        |                     |
| S.S. Nuova Sanseverinese    | Mercato San Severino (SA)  |        |                     |
| Picenia San Cipriano        | San Cipriano d'Aversa (CE) |        |                     |
| Pol. Pontecagnano Faiano    | Pontecagnano Faiano (SA)   |        |                     |
| U.S. Poseidon               | Capaccio (SA)              |        |                     |
| Real Giove                  | Battipaglia (SA)           |        |                     |
| Pol. Sapri Golfo Policastro | Sapri (SA)                 |        |                     |
| A.P. Scafatese              | Scafati (SA)               |        |                     |

### Classifica finale
|  | Pos. | Squadra                | Pt | G  | V  | N  | P  | GF | GS | DR  |
|  | ---- | ---------------------- | -- | -- | -- | -- | -- | -- | -- | --- |
|  | 1.   | Nocerina               | 50 | 32 | 20 | 10 | 2  | 60 | 17 | +43 |
|  | 2.   | Scafatese              | 44 | 32 | 14 | 16 | 2  | 44 | 19 | +25 |
|  | 3.   | Calitri                | 42 | 32 | 17 | 8  | 7  | 50 | 24 | +26 |
|  | 4.   | Poseidon               | 40 | 32 | 16 | 8  | 8  | 41 | 27 | +14 |
|  | 5.   | Sapri Golfo Policastro | 38 | 32 | 14 | 10 | 8  | 40 | 35 | +5  |
|  | 6.   | Atripalda              | 31 | 32 | 10 | 11 | 11 | 40 | 42 | -2  |
|  | 7.   | Real Giove             | 30 | 32 | 10 | 10 | 12 | 37 | 36 | +1  |
|  | 8.   | Pontecagnano Faiano    | 30 | 32 | 9  | 12 | 11 | 23 | 28 | -5  |
|  | 9.   | Agropoli               | 29 | 32 | 9  | 11 | 12 | 25 | 31 | -6  |
|  | 10.  | Felice Scandone        | 29 | 32 | 10 | 9  | 13 | 26 | 36 | -10 |
|  | 11.  | Gelbison               | 28 | 32 | 8  | 12 | 12 | 33 | 36 | -3  |
|  | 12.  | Ariano Irpino          | 28 | 32 | 9  | 10 | 13 | 31 | 36 | -5  |
|  | 13.  | Maiori                 | 28 | 32 | 9  | 10 | 13 | 31 | 46 | -15 |
|  | 14.  | Fisciano               | 27 | 32 | 8  | 11 | 13 | 24 | 35 | -11 |
|  | 15.  | Nuova Sanseverinese    | 27 | 32 | 8  | 11 | 13 | 29 | 41 | -12 |
|  | 16.  | Picenia San Cipriano   | 23 | 32 | 7  | 9  | 16 | 24 | 40 | -16 |
|  | 17.  | Sant'Egidio            | 20 | 32 | 6  | 8  | 18 | 32 | 61 | -29 |

### Verdetti finali
- Scafatese è ammesso in Interregionale a completamento organici.